# 金の鞍賞
金の鞍賞（きんのくらしょう）は、高知県競馬組合が高知競馬場ダート1400mで施行する地方競馬の重賞競走である。正式名称は「高知市長賞典 金の鞍賞」、高知市が優勝杯を提供している。

## 概要
1973年の第1回は「サラ系3歳優駿」というレース名で1200mで行われ、長らく2歳（創設当時は旧年齢3歳）戦の重賞として12月に施行されてきた。
1979年に「ジュニアーゴールデン賞」というレース名に変更され、1989年から現行の名称となり、1997年から1600mから1400mに変更される。
高知競馬の2歳在厩馬の減少に伴って2002年を最後に開催されていなかったが、2009年度（2010年）に明け3歳の重賞として8年ぶり（ただし世代としては7世代ぶり）に開催され、2010年度からは施行時期を12月に変更し、この回から近畿・中国・四国地区交流競走として施行、兵庫、福山所属の競走馬が出走可能となった。2012年に中国・四国交流となり、2013年からは高知所属のみで行われている。

### 条件・賞金（2024年）
出走条件
サラブレッド系2歳、高知所属。
- ネクストスター高知の5着以上の馬と、土佐寒蘭特別の3着以上の馬に優先出走権がある。

負担重量
定量、56kg（牝馬1kg減）。
賞金額
1着800万円、2着320万円、3着200万円、4着120万円、5着80万円、6着以下40万円。
副賞
ゴールデンバローズの配合権利が優勝馬馬主に贈られる。

## 歴代優勝馬 （1997年以降）
※年齢表記は新表記に統一
| 回数   | 施行日         | 優勝馬             | 性齢 | 所属 | タイム | 優勝騎手 | 管理調教師 |
| ------ | -------------- | ------------------ | ---- | ---- | ------ | -------- | ---------- |
| 第25回 | 1997年12月14日 | セクチオ           | 牡2  | 高知 | 1:32.9 | 鷹野宏史 | 山岡恒一   |
| 第26回 | 1998年12月30日 | ギャロップスキー   | 牡2  | 高知 | 1:33.4 | 北野真弘 | 細川忠義   |
| 第27回 | 1999年12月29日 | オオギリセイコー   | 牡2  | 高知 | 1:32.3 | 北野真弘 | 濱田隆憲   |
| 第28回 | 2000年12月17日 | ナンゴクジョオー   | 牝2  | 高知 | 1:32.7 | 西川敏弘 | 大関吉明   |
| 第29回 | 2001年12月23日 | リンデンスワロー   | 牡2  | 高知 | 1:33.2 | 北野真弘 | 雑賀秀介   |
| 第30回 | 2002年12月15日 | モエロイイオンナ   | 牝2  | 高知 | 1:35.0 | 花本正三 | 谷力       |
| 第31回 | 2010年1月1日   | フジペガサス       | 牡3  | 高知 | 1:35.2 | 赤岡修次 | 雑賀正光   |
| 第32回 | 2010年12月24日 | ハッコー           | 牝2  | 高知 | 1:34.9 | 別府真衣 | 別府真司   |
| 第33回 | 2011年12月25日 | ヒロカミヒメ       | 牝2  | 高知 | 1:35.7 | 西川敏弘 | 大関吉明   |
| 第34回 | 2012年12月24日 | マインダンサー     | 牡2  | 高知 | 1:32.3 | 西川敏弘 | 別府真司   |
| 第35回 | 2013年12月23日 | ニシノマリーナ     | 牝2  | 高知 | 1:31.4 | 上田将司 | 田中譲二   |
| 第36回 | 2014年12月28日 | ブルージャスティス | 牝2  | 高知 | 1:31.2 | 宮川実   | 打越勇児   |
| 第37回 | 2015年12月27日 | ブラックビューティ | 牡2  | 高知 | 1:31.7 | 中西達也 | 炭田健二   |
| 第38回 | 2016年12月25日 | フリビオン         | 牡2  | 高知 | 1:32.2 | 中西達也 | 炭田健二   |
| 第39回 | 2017年12月28日 | ネオプリンセス     | 牝2  | 高知 | 1:33.6 | 赤岡修次 | 打越勇児   |
| 第40回 | 2018年12月28日 | アルネゴー         | 牡2  | 高知 | 1:32.9 | 倉兼育康 | 細川忠義   |
| 第41回 | 2019年12月28日 | レインズパワー     | 牝2  | 高知 | 1:31.4 | 倉兼育康 | 細川忠義   |
| 第42回 | 2020年12月26日 | ブラックマンバ     | 牡2  | 高知 | 1:32.9 | 岡村卓弥 | 別府真司   |
| 第43回 | 2021年12月28日 | ファーストリッキー | 牡2  | 高知 | 1:34.2 | 赤岡修次 | 田中守     |
| 第44回 | 2022年12月28日 | ユメノホノオ       | 牡2  | 高知 | 1:30.4 | 吉原寛人 | 田中守     |
| 第45回 | 2023年12月28日 | プリフロオールイン | 牡2  | 高知 | 1:32.4 | 宮川実   | 打越勇児   |
| 第46回 | 2024年12月28日 | リケアマキアート   | セ2  | 高知 | 1:34.4 | 赤岡修次 | 田中守     |

### 各回競走結果の出典
- 金の鞍賞　歴代優勝馬